# Edmond Van Moer
Edmond Van Moer war ein belgischer Bogenschütze.
Van Moer startete sehr erfolgreich bei den Olympischen Spielen 1920 in Antwerpen. Bei vier Wettbewerben gewann er dreimal Gold, davon zweimal mit der Mannschaft – allerdings nahm auch nur das belgische Team teil; nur im Einzelwettbewerb Festes Vogelziel, großer Vogel wurde er Vierter.